# Plan General de Contabilidad de 1990
El Plan General de Contabilidad de 1990 fue el texto legal que reguló la contabilidad de las empresas en España desde 1990 hasta 31 de diciembre año 2007 en que fue sustituido por un nuevo plan aprobado por Real Decreto 1514/2007 y vigente en la actualidad.
El plan de 1990 fue aprobado por el Real Decreto 1643/90, para adaptarse a la normativa contable europea y elaborar un texto contable flexible y abierto.  

## Principios contables
Los Principios contables o Principios de contabilidad generalmente aceptados (PCGA) son normas contables emitidas por instituciones con autoridad reconocida, derivadas de la práctica más frecuente y, por tanto, más recomendables. Son reglas extraídas de la propia práctica, avaladas por su habitualidad, respaldadas por un organismo solvente, amplio grado de difusión y orientadas hacia el cumplimiento de un objetivo contable concreto”
Tienen como objetivo fundamental guiar a los profesionales de la contabilidad en el proceso de elaboración de la información financiera e interpretación de los hechos contables objeto de registro, suponiendo, al menos desde un punto de vista teórico una guía para la interpretación y solución del registro de los hechos contables. 
Si acudimos al ámbito del PGC se establece claramente que se consideran principios y normas de contabilidad generalmente aceptados los establecidos en:
- a) Código de Comercio y la restante legislación mercantil
- b) El PGC y sus adaptaciones sectoriales
- c) Las normas de desarrollo que, en materia contable, establezca en su caso el ICAC.
- d) La demás legislación que sea específicamente aplicable.

Este esquema deja abierto el uso de criterios o normas de contabilidad del ámbito comunitario, de manera directa, a través de reglamentos comunitarios, o de manera indirecta, previa adaptación de la normativa nacional. Más en concreto, nuestro Derecho Mercantil (PGC) establece que la aplicación de los principios contables incluidos en el mismo deben conducir a que las Cuentas Anuales, formuladas con claridad, expresen la imagen fiel del patrimonio, de la situación financiera y de los resultados de la empresa. 
Además debemos considerar que:
1. Cuando la aplicación de los principios contables establecidos en esta norma no sean suficientes para que las cuentas anuales expresen la imagen fiel, deberá suministrarse en la Memoria las explicaciones necesarias sobre principios contables aplicados adicionales.
2. En aquellos casos excepcionales en los que la aplicación de un principio contable o de cualquiera otras normas sean incompatibles con la imagen fiel que deben mostrar las cuentas anuales se considerará improcedente dicha aplicación.
3. En los casos de conflicto entre principios contables obligatorios deberá prevalecer el que mejor conduzca a que las cuentas anuales expresen la imagen fiel del patrimonio, de la situación financiera y de los resultados de la empresa.

Son de seguimiento obligatorio para todos los empresarios.  
- Principio de Prudencia. Únicamente se contabilizarán los beneficios realizados a la fecha de cierre del ejercicio. Por el contrario, los riesgos previsibles y las pérdidas eventuales con origen en el ejercicio o en otro anterior deberán contabilizarse tan pronto sean conocidas; a estos efectos se distinguirán las reversibles o potenciales de las realizadas o irreversibles.

En consecuencia, al realizar dicho cierre se tendrán presentes todos los riesgos y pérdidas previsibles, cualquiera que sea su origen. Cuando tales riesgos y pérdidas fuesen conocidos entre la fecha de cierre del ejercicio y aquella en que se establecen las cuentas anuales, sin perjuicio de su reflejo en el balance y cuenta de pérdidas y ganancias, deberá facilitarse cumplida información de todos ellos en la memoria.
Igualmente se tendrán presentes toda clase de depreciaciones, tanto si el resultado del ejercicio fuese positivo como negativo.
El principio de prudencia tiene carácter preferencial sobre los demás principios.
- Principio de empresa en funcionamiento. Se considerará que la gestión de la empresa tiene prácticamente una duración ilimitada. En consecuencia, la aplicación de los principios contables no irá encaminada a determinar el valor del patrimonio a efectos de su enajenación global o parcial ni el importe resultante en caso de liquidación..

- Principio de registro. Los hechos económicos deben registrarse cuando nazcan los derechos u obligaciones que los mismos originen.

- Principio de precio de adquisición. Como norma general, todos los bienes y derechos se contabilizarán por su precio de adquisición o coste de producción. El principio del precio de adquisición deberá respetarse siempre, salvo cuando se autoricen, por disposición legal, rectificaciones al mismo; en este caso, deberá facilitarse cumplida información en la Memoria.

- Principio del devengo. La imputación de ingresos y gastos deberá hacerse en función de la corriente real de bienes y servicios que los mismos representan con independencia del momento en que se produzca la corriente monetaria o financiera derivado de ellos.

- Principio de correlación de ingresos y gastos. El resultado del ejercicio estará constituido por los ingresos de dicho periodo menos los gastos del mismo realizados para la obtención de aquellos, así como los beneficios y quebrantos no relacionados claramente con la actividad de la empresa.

- Principio de no compensación. En ningún caso podrán compensarse las partidas del activo y del pasivo del balance, ni las de gastos e ingresos que integran la cuenta de pérdidas y ganancias, establecidos en los modelos de las cuentas anuales. Se valorarán separadamente los elementos integrantes de las distintas partidas del activo y del pasivo.

- Principio de uniformidad. Adoptado un criterio en la aplicación de los principios contables dentro de las alternativas que, en su caso, estos permitan, deberá mantenerse a lo largo del tiempo y aplicarse a todos los elementos patrimoniales que tengan las mismas características, en tanto no se alteren los supuestos que motivaron la elección de dicho criterio. De alterase los supuestos, podrá modificarse el criterio adoptado en su día; pero en tal caso, estas circunstancias ser harán constar en la Memoria, indicando su incidencia cuantitativa y cualitativa de la variación sobre las cuentas anuales.

- Principio de importancia relativa. Podrá admitirse que no se apliquen estrictamente algunos de los principios contables siempre y cuando la importancia relativa en términos cuantitativos de la variación que tal hecho produzca sea escasamente significativa y, en consecuencia, no altere las cuentas anuales como expresión de la imagen fiel.

## Valoración de activos
El principio de prudencia implica una valoración conservadora de los activos. Desde Luca Pacioli (1446-1517) esto se ha concretado en escoger la más baja de dos valoraciones: 
- 1. Precio de adquisición/histórico o
- 2. Valor de mercado.

Esto ayuda a cumplir con el objetivo básico de conservación del capital. Sin embargo desde las NIC/IFRS 2003 esta práctica se ha visto atacada por el concepto de valor razonable (fair value) y se ha impuesto la valoración a precio de mercado (mark-to-market). 
El resultado en algunos casos (por ejemplo en el mercado inmobiliario) es que en vez de la tradicional valoración constante o escalonada a la baja, la valoración de activos se ha estado comportando de forma escalonada creciente, especialmente porque se han relajado/flexibilizado las normas de valoración justo cuando los activos han empezado a caer.

## Cuadro de cuentas
El PGC divide las cuentas en 7 grupos. Los 5 primeros son de cuentas patrimoniales, y los dos últimos cuentas de gestión:
1. Financiación Básica
2. Inmovilizado
3. Existencias
4. Deudores y acreedores por operaciones del tráfico.
5. Cuentas financieras
6. Compras y gastos
7. Ventas e ingresos

## Definiciones y relaciones contables
Representa la quinta parte del plan, no es obligatoria. Se clasifica en siete grupos:
- Grupo 1 Financiación Básica
- Grupo 2 Inmovilizado
- Grupo 3 Existencias
- Grupo 4 Acreedores y deudores por operaciones de tráfico
- Grupo 5 Cuentas financieras
- Grupo 6 Compras y gastos
- Grupo 7 Ventas e ingresos

## Cuentas anuales
Son de uso obligatorio para todos los empresarios. Comprenden:
- Cuenta de pérdidas y ganancias
- Balance
- Memoria

Éstos documentos forman una unidad, y deberán ser redactados según lo dispuesto en el Código de Comercio, en el TRLSA (Texto Refundido de la Ley de Sociedades Anónimas), en la Ley de Sociedades de Responsabilidad Limitada, actualmente derogadas y sustituidas por la Ley de Sociedades de Capital, y en el propio Plan General de Contabilidad

## Normas de Valoración
También son obligatorias para los empresarios.